# هاکلبری

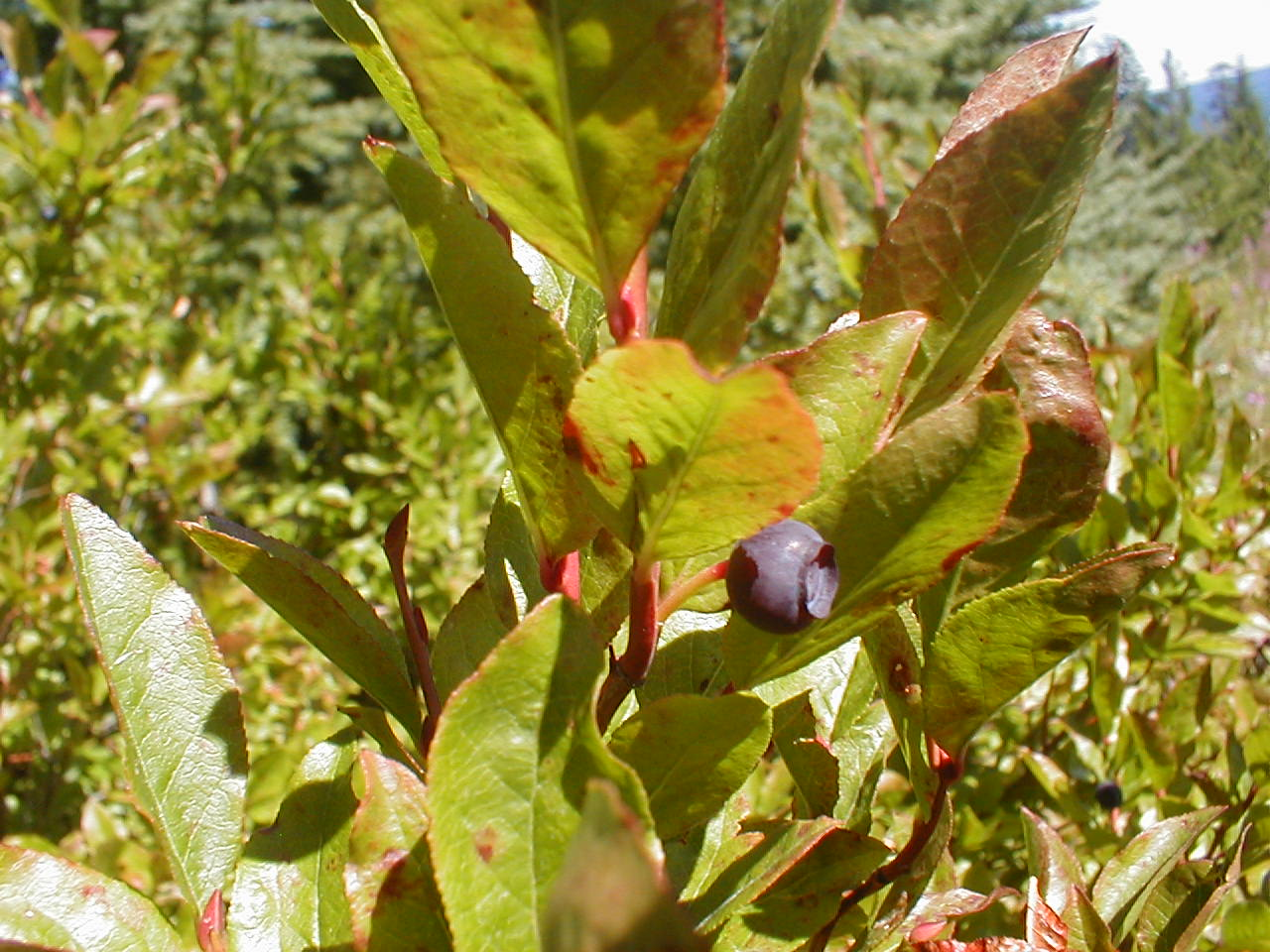
هاکلبری در اورگن

برای شخصیت داستانی، ماجراهای هاکلبری فین و برای دیگر کاربردها، هاکلبری (ابهام‌زدایی) را ببینید.
هاکلبری نام عمومی است که برای چندین گیاه در خانواده خلنگیان به ویژه در دو تیره واکسینیوم Vaccinium و Gaylussacia استفاده می‌شود. این میوه میوه‌ی رسمی ایالت آیداهو است. با توجه به کوچک بودن این میوه از آن در زبان عامیانه انگلیسی برای اشاره به چیزهای کوچک با لحنی مثبت استفاده می‌شود. بعضی از انواع این میوه در آمریکای شمالی شرقی به صورت گسترده یافت می‌شود.